# Рон Харпер
Роналд Харпер Старији (енгл. Ronald Harper Sr; Дејтон, Охајо, 20. јануар 1964) бивши је амерички кошаркаш и кошаркашки тренер. Играо је на позицијама плејмејкера и бека.

## Успеси

### Клупски
- Чикаго булси:
  - НБА (3): 1995/96, 1996/97, 1997/98.
- Лос Анђелес лејкерси:
  - НБА (2): 1999/00, 2000/01.

### Репрезентативни
- Универзијада:  1985.

### Појединачни
- Идеални тим новајлија НБА — прва постава: 1986/87.